# Jan Matěj Hollan
J.M. can. Jan Matěj Hollan, někdy nesprávně uváděn jako Jakub Václav Hollan (1672 – 9. března 1743) byl český římskokatolický duchovní, kanovník katedrální kapituly u sv. Štěpána v Litoměřicích a posléze kanovník pražské metropolitní kapituly u sv. Víta. Zemřel ve věku 71 let.

## Život
Hollan byl bakalářem bohosloví a kandidátem obojího práva (JUC.). Působil jako apoštolský protonotář. V roce 1718 se v litoměřické kapitule stal kanovníkem-seniorem. Když byl 27. února 1723 jmenován kanovníkem pražské metropolitní kapituly, na svůj kanonikát v Litoměřicích v témže roce rezignoval. Je znám jako významný český kazatel a jako děkan u sv. Apolináře v Praze. Vydal tiskem velký kancionál a 27 stránkové Pašije Pána Ježíše Krista podle sepsání Sv. Matouše. Sepsal a v roce 1729 vydal životopisný spisek o sv. Janu Nepomuckém. Svá teologická díla psal také latinsky. Jeho notářský podpis se nalézá v celé řadě významných dobových právních dokumentů.

## Erb
V knihovně svatovítské kapituly se nachází jeho osobní erb. Blasonem je popsán: v červeném poli stříbrný lev ve skoku. Na štítu turnajský helm s korunou, červené fafrnochy se stříbrným podšitím. Nad štítem mitra a berla, v klenotu vyskakující stříbrný lev mezi dvěma zelenými ratolestmi.